# 1857 год в литературе

## Книги

### Романы
- «В стороне от большого света» — роман Юлии Жадовской.
- «Учитель» — посмертная публикация романа Шарлотты Бронте.

### Повести
- «Деревянный домик» — повесть Николая Кроля.
- «Поездка в Полесье» — повесть Ивана Тургенева.
- «Юность» — повесть Льва Толстого.

### Пьесы
- «Воители в Хельгеланде» — пьеса Генрика Ибсена.
- «Доходное место» — пьеса Александра Островского.
- «Смерть Пазухина» — пьеса Михаила Салтыкова-Щедрина.

### Рассказы
- «Украинские народные рассказы» (укр. «Оповiдання») — сборник рассказов Марко Вовчок на украинском языке.

## Персоналии

### Родились
- 9 января — Генри Фуллер, американский писатель, автор романов, повестей и рассказов (умер в 1929).
- 1 мая — Эмилио Котарело-и-Мори, испанский литературовед, писатель, литературный критик (умер в 1936).
- 11 июня — Антоний Грабовский, польский инженер-химик, поэт, «отец поэзии на эсперанто» (умер в 1921).
- 10 сентября  – Мариана Коэлью, португальско-бразильская поэтесса, писательница (умерла 1954.
- 5 октября — Смаранда Георгиу, румынская писательница, поэтесса, эссеист, публицист, драматург (умерла в 1944).
- Надежда Матвеевна Кибальчич, украинская писательница (умерла в 1918).

### Умерли
- 2 мая — Альфред де Мюссе, французский поэт, драматург и прозаик (родился в 1810).
- 16 июля — Жан Пьер Беранже, французский поэт и сочинитель песен (родился в 1780).
- 28 сентября — Александр Филиппович Смирдин, русский книгопродавец и издатель (родился в 1795).